# 立木義浩
立木 義浩（たつき よしひろ、1937年10月25日 - ）は、日本の写真家。徳島県徳島市出身。

## 人物・来歴
NHKの朝の連続テレビ小説『なっちゃんの写真館』のモデルとなった立木写真館3代目・立木香都子の次男として、徳島市に生まれる。同じく写真家の立木三朗は弟である。伯父（父・立木真六郎の兄）に『アサヒカメラ』創刊編集長の成沢玲川。
徳島県立城南高等学校を経て、1958年に東京写真短期大学（現・東京工芸大学）を卒業。写真館の営業の後継者としての仕事を措いて、「アドセンター」設立と同時に、フォトグラファーとして参加。
1969年、フリーフォトグラファーとなり、以後、広告・雑誌・出版・映像など幅広い分野で活動する。特に、女優を撮らせれば右に出るものはいないといわれた。テレビドラマにも出演、ニュースキャスターも務めた。
1980年、山口百恵自叙伝『蒼い時』の写真を担当する。1981年、映画『典子は、今』のスチール写真を担当。
2013年、日本共産党委員長志位和夫のポスター写真を撮影。

## 受賞
- 日本写真批評家協会新人賞（1965年）[6]
- 第18回講談社出版文化賞写真部門（1987年）「大原麗子」ほか一連の人物写真,「浅野ゆう子」「一〇五人の女たち」[7]

## 写真集
- 『イヴたち』（サンケイ新聞社出版局／1970）
- 『私生活　加賀まりこ』（毎日新聞社／1971.6）
- 『GIRL』（中央公論社／1971）
- 『筑摩フォト・ギャラリー6』（筑摩書房／1971）
- 『女と男　今様春画』（アド・アンゲン／1972）※立木義浩＋加納典明＋一村哲也の共作
- 『Erotica Larotica』（話の特集／1972）※石版画＝デイナ・ラロ
- 『太陽の詩』（潮出版社／1974）
- 『大いなる太陽―池田会長写真集』（潮出版／1975）
- 『太陽との出会い―池田会長写真集』（潮出版／1976）
- 『マイ・アメリカ』（集英社／1980.10）
- 『現代日本写真全集 5 日本の心 花気色 : 娘・おんなたち』（集英社、1981）
- 『マイ・アメリカ』（集英社文庫／1982.4）
- 『細雪の女たち』（新潮社／1983.4）
- 『最高の気分で』（ワニブックス／1983.5）
- 『変身―Photo‐interview』（竹書房／1983.12）
- 『週刊プレイボーイ特別編集 小柳ルミ子写真集』（集英社／1983.12）
- 『花気色』（集英社文庫／1985.10）
- 『Night on fire!　浅野ゆう子写真集』（集英社／1987.1）※原作＝大沢在昌
- 『未来架橋　瀬戸大橋写真集』（四国新聞社／1988.3）※詩＝大岡信」
- 『立木義浩 写心気30』（にじゅういち出版／1989.1）
- 『驚異の小宇宙 人体 別巻 2』NHK取材班（日本放送出版協会／1990.2）
- 『家族の肖像』（文芸春秋／1990.9）
- 『平成の福助』（マガジンハウス／1992.3）
- 『大病人の大現場』（集英社／1993.5）
- 『原久美子写真集』（スコラ／1994.2）
- 『ナチュラル・ウーマン』（ベストセラーズ／1994.10）
- 『Nudeum』（ブックマン社／1994.11）
- 『親と子の情景』（毎日新聞社／1996.7）
- 『菊池麻衣子写真集』（集英社／1997.6）
- 『シェイプス』（英知出版／1997.7）
- 『Gallant』（ぶんか社／1997.12）
- 『立木義浩の世界』（JCIIフォトサロン／1998.3）
- 『東寺』（集英社／1998.9）
- 『親と子の情景. 2』（毎日新聞社／1998.9）
- 『東寺』（ソシム／1999.1）
- 『コミュニケーション』（集英社インターナショナル／2003.6）
- 『Asian gigolo』（ミリオン出版／2003.7）
- 『六條華写真集』（朝日出版社／2003.10）
- 『人間列島』（JCIIフォトサロン／2006.1）
- 『風の写心気』（日本写真企画／2006.4）
- 『世界遺産東寺』（インデックス／2007.8）※文＝柳澤桂子
- 『ありふれた景色』（ピエ・ブックス／2007.11）
- 『風の写心気　立木義浩写真展』（JCIIフォトサロン／2010.1）※編集＝本橋正義、安中瑠奈
- 『REBORN』（講談社／2010.11）
- 「The Gravure夏菜写真集」  (集英社/2014.1)

## テレビ出演
- BSジャズ喫茶（1995年 - 1998年、NHK衛星第2テレビジョン） - 司会
- TV・eye（1980年10月3日 - 1982年3月26日、日本テレビ）
- 望郷 日本最初の第九交響曲～板東俘虜収容所物語（1977/12/17 フジテレビ） - 俳優として出演

## ラジオ出演
- 立木義浩のうまく行くかナ（ニッポン放送）

## CM出演
- 日本コカ・コーラ『リアルゴールド』（1981年）
- ダイハツ工業『シャルマン』（2代目モデル・1982年 - 1983年）